# Mourad Meghni
Mourad Meghni (en arabe : مراد مغني), né le 16 avril 1984 à Paris (France), est un footballeur international algérien, passé par le futsal. Il joue au poste de milieu de terrain.
Il compte neuf sélections en équipe nationale entre 2009 et 2010.

## Biographie

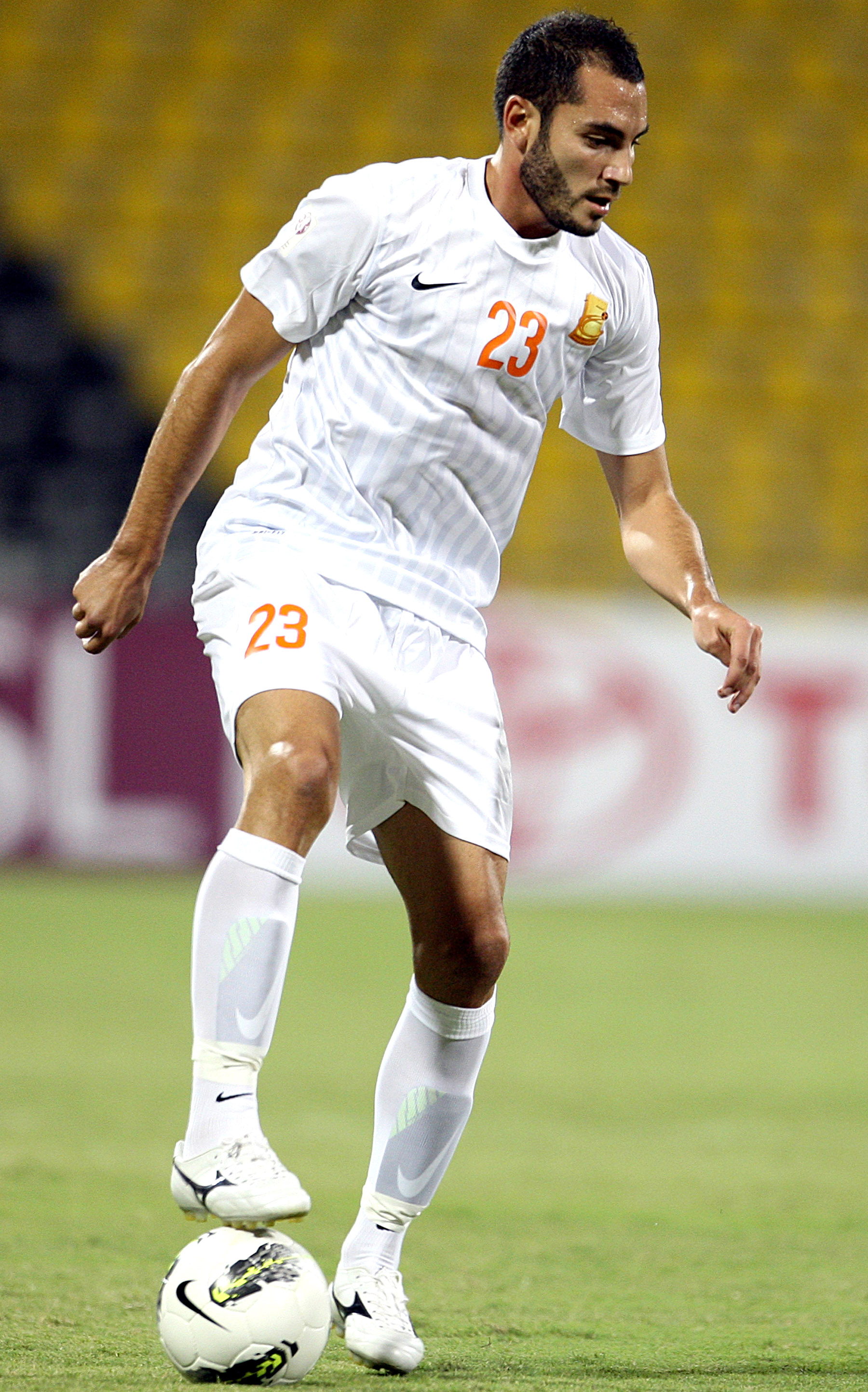
Meghni avec Umm Salal SC en 2011.

D'origines algérienne par son père et portugaise par sa mère, il évolue au poste de milieu de terrain. Il grandit et habite à Champs-sur-Marne (Seine-et-Marne). Mourad Meghni joue à l'US Torcy entre 1995 et 1999. En mai 1999, il remporte avec la sélection de la Ligue de Paris-IDF la Coupe nationale des 14 ans, face à la Normandie de Sinama-Pongolle et Le Tallec. Dans sa jeunesse, il fut longtemps comparé à Zinédine Zidane pour sa technique et ses points communs. Il choisit d'opter pour l'équipe nationale algérienne après avoir évolué dans la catégorie espoirs de l'équipe de France. Il dispute son premier match avec la sélection algérienne en août 2009 face à l'Uruguay (victoire de l'Algérie 1-0).
Il participe pour la première fois à la Coupe d'Afrique des nations en 2010 qui se déroule en Angola. Malgré sa blessure, il occupe le poste de milieu droit durant le quart de finale contre la Côte d'Ivoire de Didier Drogba. Il laisse sa place à la 90e à Hameur Bouazza qui marque le but de la victoire.
À la suite d'une blessure qui le pénalise, il reçoit l'aval de son club, la Lazio Rome, afin de suivre un programme de remise en forme dirigé par le docteur Chalabi au Qatar.
Il annonce son forfait pour la coupe du monde en Afrique du Sud 2010, à cause d'une blessure au tendon rotulien, contractée durant le championnat de Serie A, jugée trop importante pour jouer la Coupe du monde au risque de compromettre lourdement sa carrière. Il est sélectionné par le nouveau sélectionneur de l'Algérie Vahid Halilhodžić pour la rencontre de l'Algérie face à la Tanzanie. Il marque son premier but avec l'Umm Salal le 21 août 2011 face à Lekwiya, que l'Umm Salal remporte 2-1 en demi-finale de la coupe qatarienne d'un coup franc en pleine lucarne à quelques minutes de la fin.
En manque de temps de jeu, il est prêté fin mars 2012 dans un autre club pensionnaire du championnat qatari, Al Khor.
En juillet 2012, il reste au Qatar et signe à Lekhwiya SC. En février 2014, il résilie son contrat avec Lekhwiya.
En janvier 2015, il rejoint le Futsal Club de Champs, co-entraîné par son frère Saïd, qui évolue en DH (troisième division),.
Le 9 juillet, il s'engage avec le club de football algérien le CS Constantine pour une durée de deux ans.
Titularisé cinq fois seulement, sa première saison n'est pas réussie. Il n'est apparu que par intermittence à cause de ses blessures musculaires reccurentes. 
Le 19 mars 2016, il marque un beau but face au club nigérian Nasarawa United FC, qualifiant ainsi son équipe.   
Il commence la saison 2016/2017 avec succès, marquant cinq buts en quatre matchs. Il est meilleur buteur du championnat après sept journées.   

### Club
Avec le Bologne FC
- Coupe Intertoto
  - Finaliste en 2002

Avec la SS Lazio
- Coupe d'Italie :
  - Vainqueur en 2009
- Supercoupe d'Italie :
  - Vainqueur en 2009

Avec Lekhwiya Sports Club
- Championnat du Qatar
  - Vice-champion en 2013

### En sélection
- Coupe du monde des moins de 17 ans :
  - Vainqueur en 2001

- Championnat d'Europe des moins de 16 ans
  - Finaliste en 2001

### Sélection nationale d'Algérie
Le tableau suivant liste les rencontres de l'équipe d'Algérie dans lesquelles Mourad Meghni a été sélectionné du 12 août 2009 jusqu'à 30 janvier 2010.

### Vie privée
Un de ses enfants est un jeune footballeur.